# El Cid
För filmen, se El Cid (film)

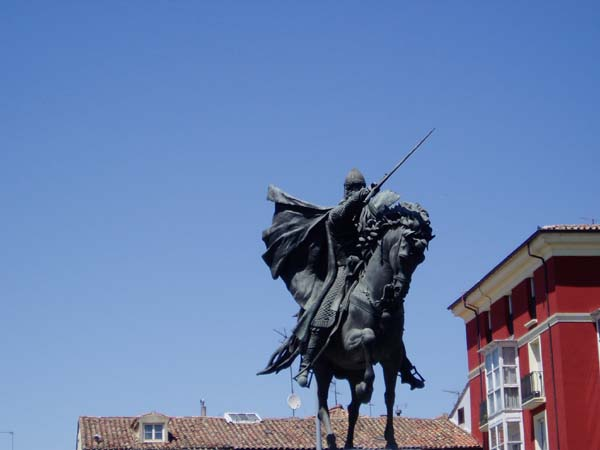
Staty av El Cid i Burgos.

Rodrigo Díaz de Vivar, känd som El Cid (född omkr. 1040 i Vivar, Burgos, död 10 juli 1099 i Valencia), var en spansk (kastiliansk) militär och administratör. Han blev känd som härförare under återerövringen av Spanien från morerna.

## Verklighetens El Cid
El Cid betyder Mästaren eller Herren. Han var en adelsman, som kämpade mot morerna. Rodrigo kämpade under Sancho II emot det moriska Zaragoza. Han var med om slaget vid Graus, tillsammans med Ramiro av Aragon. När Ramiro dog utsågs han till befälhavare av Sancho i Castella 1065. Han kom att gifta sig med kungens systerdotter Doña Ximena Diaz, som även var dotter till greven av Oviedo efter att ha gjort kungen god tjänst. I sin fortsatta tjänst hamnade han i konflikt med kungen av Granada och Garcia Ordonez. Han blev förrådd av Pedro Garcia Ordonez Ansúrez efter en domstolstvist. Detta tvingade honom i landsflykt. 
Han erbjöd då både greven av Barcelona Ramon Berenguer II, (Cap d'Estopes), och Berenguer Ramon II sina tjänster, men fick avslag. Då allierade han sig med al-Muqtadir, Emir av Saraqusta mot dennes svåger Muzafer, Emir av Larida, Turtuixa och Dàniyya. Denna allians var mycket framgångsrik, men fick honom efter myckna framgångar i konflikt med greven av Barcelona Berenguer Ramon II och därmed Alfonso VI. 
Han kom därför att än en gång gå i landsflykt. Men han hamnade i och med detta i en situation då han kunde beskydda Yahya al-Qadir och från dennes land anfalla först Almoraviderna och sedan Balansiya.

## Legendens El Cid
Enligt en legend skulle El Cids hustru efter hans död ha bundit fast den döda kroppen, klädd i rustning, på hans berömda häst Babieca och skickat ut den i strid mot morerna som belägrade Valencia, där El Cid hade varit härskare. Denna legend användes i filmen om El Cid från 1961. I själva verket avled El Cid stilla i sängen och begravdes på vanligt sätt flera år innan belägringen inleddes.

## Filmatisering
- El Cid (film) amerikansk kostymfilm från 1961